# Ruta Estatal de California 130
La Ruta Estatal de California 130, y abreviada SR 130 (en inglés: California State Route 130) es una carretera estatal estadounidense ubicada en el estado de California. La carretera inicia en el Oeste desde la US 101     en San José hacia el Este en las faldas del Monte Hamilton. La carretera tiene una longitud de 36,2 km (22.503 mi).

## Mantenimiento
Al igual que las autopistas interestatales, y las rutas federales y el resto de carreteras estatales, la Ruta Estatal de California 130 es administrada y mantenida por el Departamento de Transporte de California por sus siglas en inglés Caltrans.

## Cruces
La Ruta Estatal de California 130 es atravesada principalmente por la  I 680     en San José.

Toda la ruta se encuentra dentro del condado de Santa Clara.
| Localidad | Miliario | Destinos                                               | Notas                              |
| --- | -------- | ------------------------------------------------------ | ---------------------------------- |
| San José | 0.00     | Santa Clara Street                                     | Continuación más allá de la US 101 |
| San José | 0.00     | US 101 (Bayshore Freeway) – Los Ángeles, San Francisco | Interchange                        |
| San José | 1.35     | I 680 (Sinclair Freeway) – Sacramento, San José        | Interchange                        |
| | 11.23    | Quimby Road                                            |                                    |
| | 22.50    | Monte Hamilton                                         |                                    |
| 1.000 mi = 1.609 km; 1.000 km = 0.621 mi Cerrada/Antigua • Terminal concurrente • Acceso incompleto • Propuesta/Sin abrir |          |                                                        |                                    |